# Chainat
Cette page contient des caractères thaïs. En cas de problème, consultez Aide:Unicode ou testez votre navigateur.
Pour la province de Thaïlande, voir Province de Chainat.
Chainat (thaï ชัยนาท) est une ville de la région Centre de la Thaïlande située sur la rive orientale de la Chao Phraya, juste au nord du départ de la Tha Chin. Sa population était de 14 469 habitants en 2006.

## Transports
La ville se trouve sur l'autoroute Bangkok-Chiang Rai.